# Steve Sandvoss
Steve Sandvoss (né le 23 juin 1980 à New York) est un acteur américain.

## Biographie
Stephen James Sandvoss grandit dans la banlieue de New York. Il fréquente la Saint Thomas Choir School à Manhattan et The Taft School dans le Connecticut. Diplômé en 1998, il entre ensuite à Harvard (promotion de 2002).
À Harvard, il est actif dans la communauté artistique, se consacre à la photographie amateur, étudie la poésie et la prose américaine. Il choisit souvent des rôles tourmentés dans des pièces écrites par les élèves aussi bien que dans des classiques de Shakespeare (Roméo et Juliette, Jules César) et Bertolt Brecht (La Vie de Galilée, Baal).
Il met en scène des lectures de ses propres travaux à Harvard et écrit des critiques et essais pour plusieurs journaux étudiants. Il est également membre des Harvard Opportunes, un ensemble vocal a cappella.
Tout en étant à Harvard, il revient régulièrement à New York dans l'espoir de devenir acteur professionnel et mannequin. Il obtient son diplôme à Harvard avec la distinction cum laude.
En octobre 2013, Sandvoss a changé son prénom pour devenir Max. Il gère désormais avec son frère Trystan une ferme à East Bethany, New York.

## Carrière
La carrière de Steve Sandvoss en tant qu'acteur démarre réellement lorsqu'il obtient le rôle d'une star de football s'opposant à Will Estes dans la série télévisée Mes plus belles années de NBC. À la télévision, il apparaît également dans Dr Vegas, Nip/Tuck, The Inside : Dans la tête des tueurs, Cold Case : Affaires classées, et DOS : Division des opérations spéciales.
En 2003, il obtient le premier rôle du long métrage indépendant La Tentation d'Aaron (Latter Days). Il y joue le rôle d'Elder Aaron Davis, un jeune missionnaire mormon homosexuel arrivant à Los Angeles. Son second rôle dans un long métrage est celui de Scott dans La rumeur court... (Rumor Has It) en 2005, avec Jennifer Aniston, Kevin Costner, Mark Ruffalo et Shirley MacLaine.
L'année 2006 est chargée pour Steve Sandvoss. En juin 2006, il joue le rôle de Razor dans le long-métrage indépendant Price To Pay. En juin également, il commence le tournage du film d'horreur Buried Alive. En août 2006, il rejoint la distribution de Waning Moon, un court métrage de Luca Colombo dont la première a lieu au Festival du film suisse de Lugano. En septembre 2006, il obtient le rôle principal de deux longs métrages de Hyperion Pictures : Outside The Box, une comédie dramatique produite par son frère Peter, et The Ritual, un film d'horreur se déroulant en Inde. Il est également prévu qu'il retrouve le metteur en scène et scénariste C. Jay Cox pour un second rôle dans Kiss The Bride.
En 2007, il réside à Los Angeles où lui et son frère aîné Peter gèrent une société de production, Beep Box Productions, et un partenariat avec  Hyperion Pictures.

## Théâtre
- Tape (2004) Ivar Brickbox Theatre, Hollywood avec West Liang et Elizabeth Kell

## Filmographie

### Cinéma
- 2003 : La Tentation d'Aaron (Latter Days)
- 2005 : La rumeur court... (Rumor Has It)
- 2006 : Waning Moon (court métrage)
- 2007 : Price To Pay
- 2007 : Buried Alive
- 2007 : Outside The Box
- 2007 : The Ritual
- 2007 : Letters From Frankenstein (court métrage)
- 2007 : Kiss The Bride

### Télévision
- 2003 : Mes plus belles années (épisode 1.24)
- 2004 : Dr Vegas (épisode 1.1)
- 2005 : Nip/Tuck (épisode 3.18)
- 2005 : The Inside : Dans la tête des tueurs (épisodes 1.10, 1.12, 1.13, diffusé au Royaume-Uni après avoir été annulé aux États-Unis)
- 2005 : Cold Case : Affaires classées (épisode 2.18)
- 2006 : DOS : Division des opérations spéciales (épisode 1.21, non diffusé)
- 2008 : Grey's Anatomy saison 4 épisode 6 (Jason)